# Vince Wilfork
Vincent Lamar Wilfork (4 de novembro de 1981 Boynton Beach, Flórida) é um ex-jogador de futebol americano que atuava na linha defensiva na National Football League. Ele foi draftado pelo New England Patriots na primeira rodada (21ª escolha) do Draft de 2004 da NFL. Ele jogou futebol americano universitário pela Universidade de Miami.
Wilfork era conhecido por ser um dos melhores nose tackles da NFL, sendo nomeado para o Pro Bowl e como All-Pro em 2007, 2009, 2010 e 2012. em 2015, depois de uma década com os Patriots, o jogador se transferiu para o Houston Texans, time com quem se aposentou em 2016.